# 海棒槌
海棒槌（学名：Paracaudina chilensis）为尻参科海棒槌属的动物，也称海老鼠。

## 特征
身体呈纺锤形，长约10厘米；有延长的尾状部；口周围有15个触手；没有管足和肉刺；体壁较薄，能看见一点纵肌和内脏；体色呈灰褐色或黄褐色。

## 分布
分布于环太平洋种、澳大利亚、日本、美国、智利、新西兰以及中国大陆的辽宁到广东等地，多穴居在低潮区沙内以及垂直分布从潮间带到水深990m。该物种的模式产地在智利。